# Wugeng
Wu Geng foi um membro da família real da dinastia Shang, filho do rei Zhou e governante de Yin durante os primeiros anos da dinastia Zhou da China Antiga.

## Vida
Nascido Zi Lufu, ele era filho do rei Zhou, o último monarca da dinastia Shang; com sua esposa titular, a rainha. Em decorrência disso, ele era o herdeiro presuntivo do trono e recebeu instrução para reinar. Contudo, ele viveu afastado das intrigas da corte de Zhaoge, a capital provisória; permanecendo em Yin, pois repudiava o comportamento tirânico e devasso de seu pai e odiava sua concubina Daji, a quem culpava pelo declínio da dinastia Shang. Ele não se envolveu nos grandes atos de tirania do governo de seu pai, e quando seu tio-avô Bigan foi assassinado ele fugiu para o estado de Zhou com seus tios Weizi e Weizhong para pedir ajuda ao rei Wu. Lufu esteve com o exército rebelde quando seu pai foi derrotado na Batalha de Muye.
Após a queda da dinastia Shang e a instituição da dinastia Zhou, o rei Wu recompensou Lufu por sua deserção e permitiu que ele continuasse vivendo em Yin e administrasse o estado ancestral de seu povo como um senhor feudal vassalo de Zhou. Ele se tornou então o governante do principado de Yin e viveu naquela cidade com seus tios e seu primo Quan, filho de Bigan. No entanto, o rei Wu designou dois de seus irmãos, Ji Xian e Ji Du para serem ministros permanentes e conselheiros de Lufu, exercendo amplos poderes executivos e governando seus próprios feudos em Guan e Cai para vigiarem o território de Shang militarmente. Ele também indicou outro irmão, Ji Chu, para governar o estado de Huo próximo de Yin. Esse movimento enfureceu Lufu, que se sentiu rebaixado e privado de autonomia. Quando, após três anos de reinado, o rei Wu morreu subitamente, Lufu planejou uma rebelião contra a dinastia Zhou e se aliou com diversos povos bárbaros do extremo leste que apoiavam a restauração da dinastia Shang. Ao mesmo tempo, Guanshu, Caishu e Huoshu se desentenderam com o duque de Zhou, seu irmão, que atuava como regente para o jovem rei Cheng de Zhou naquele momento, e o acusaram de tentar usurpar o trono. Unindo então seus interesses contra o duque de Zhou, Lufu se aliou com os três irmãos e deflagrou uma rebelião, conhecida como Rebelião dos Três Guardas. Isso se deu no ano 1042 a.C., um ano após a morte do rei Wu.
Em 1041 a.C., os Três Guardas e Lufu foram derrotados pelo duque de Zhou. Guanshu e Huoshu foram capturados, sendo Guanshu posteriormente executado e Huoshu destituído de sua nobreza; Caishu escapou e se impôs o exílio, e Lufu foi morto em combate. Após mais dois anos de luta contra os bárbaros do leste, o duque de Zhou obteve uma vitória completa e consolidou a dinastia Zhou para seu sobrinho. O estado de Yin foi extinto, a cidade de Yin ficou em ruínas e o povo de Shang foi transferido para o estado de Song, onde foi governado por Weizi e posteriormente por Weizhong, tendo ambos se recusado a se juntar à rebelião.